# Cuauhtémoc Cárdenas Solórzano
Cuauhtémoc Cárdenas Solórzano (ur. 1 maja 1934 w Meksyku) – meksykański polityk, syn prezydenta Meksyku Lázaro Cárdenasa. Był gubernatorem stanu Michoacán w latach 1980–1986 i gubernatorem Dystryktu Federalnego w latach 1997–1999 (pierwszym wybranym w głosowaniu powszechnym, wcześniej gubernatora stolicy mianował prezydent państwa). W 1988 założył Partię Rewolucyjno-Demokratyczną (PRD). Trzykrotnie kandydował na urząd prezydenta (1988, 1994 i 2000).